# Railgun
Eine Railgun (genauer Electromagnetic Railgun/EMRG, dt. Schienengewehr oder Schienenkanone) ist eine Waffe, die Stahlgeschosse mittels eines stromführenden Schlittens entlang zweier parallel laufender Schienen („Rails“) beschleunigt. Die Beschleunigung der Projektile entsteht durch das Magnetfeld, das vom Stromfluss erzeugt wird. Abhängig von der Beschleunigungsstrecke (Schienenlänge) und der Stärke des Stromes, aber auch von der Anordnung der Schienen werden Geschwindigkeiten von mehreren Kilometern pro Sekunde erreicht. Bei konventionellen Waffen betragen die Mündungsgeschwindigkeiten etwa 2 km/s (entspricht etwa 6 Mach). Bei Experimenten mit Railguns während der Strategischen Verteidigungsinitiative (SDI) der USA wurden Geschwindigkeiten von über 7,5 Mach erreicht.

## Funktionsweise

Schematische Darstellung der Funktionsweise einer Railgun

Eine Railgun beschleunigt das Projektil durch die magnetische Wechselwirkung eines elektrischen Stromes, der über die Schienen auf das Projektil selbst oder auf einen hinter dem Projektil geladenen Treiber fließt, mit dem Magnetfeld des Schienenstromes selbst. Das Projektil kann dabei auch selbst als Schlitten dienen, dies ist aber wegen der sich widersprechenden Anforderungen (das Projektil muss wegen der Aerodynamik schlank sein, der Schlitten dagegen breit und flach) unüblich in professionellen/militärischen Entwürfen.
Die beschleunigende Kraft ist die Lorentzkraft: Die entgegengesetzten Schienenströme erzeugen zwischen den Schienen ein senkrecht zur Fläche zwischen den Schienen stehendes Magnetfeld. Orthogonal zu diesem B-Feld fließt der Schlittenstrom, was eine senkrecht auf Schlittenstrom und B-Feld stehende, konstante Kraft erzeugt. Aufgrund der Rechtshändigkeit der Lorentzkraft wird das Projektil aus der Schiene heraus beschleunigt. Die Kraft auf das Geschoss ist nur von Magnetfeldstärke und Stromfluss abhängig und daher unabhängig von der Geschwindigkeit.
Als Stromquelle bzw. Energiespeicher kommen Superkondensatoren in Form von Impulsgeneratoren zum Einsatz. Alternativ werden auch Schwungräder als Energiespeicher verwendet, in diesem speziellen Fall Unipolarmaschinen oder deren Weiterentwicklung, die Compulsatoren.
Der Antrieb ist nicht mit dem eines Gaußgewehres (auch Spulenkanone oder Coilgun) zu verwechseln, bei dem ein leitfähiges bzw. ferromagnetisches Projektil durch ein magnetisches Wanderfeld beschleunigt wird, ohne dass es von Strom durchflossen wird.

## Planziele und Entwicklungsstände

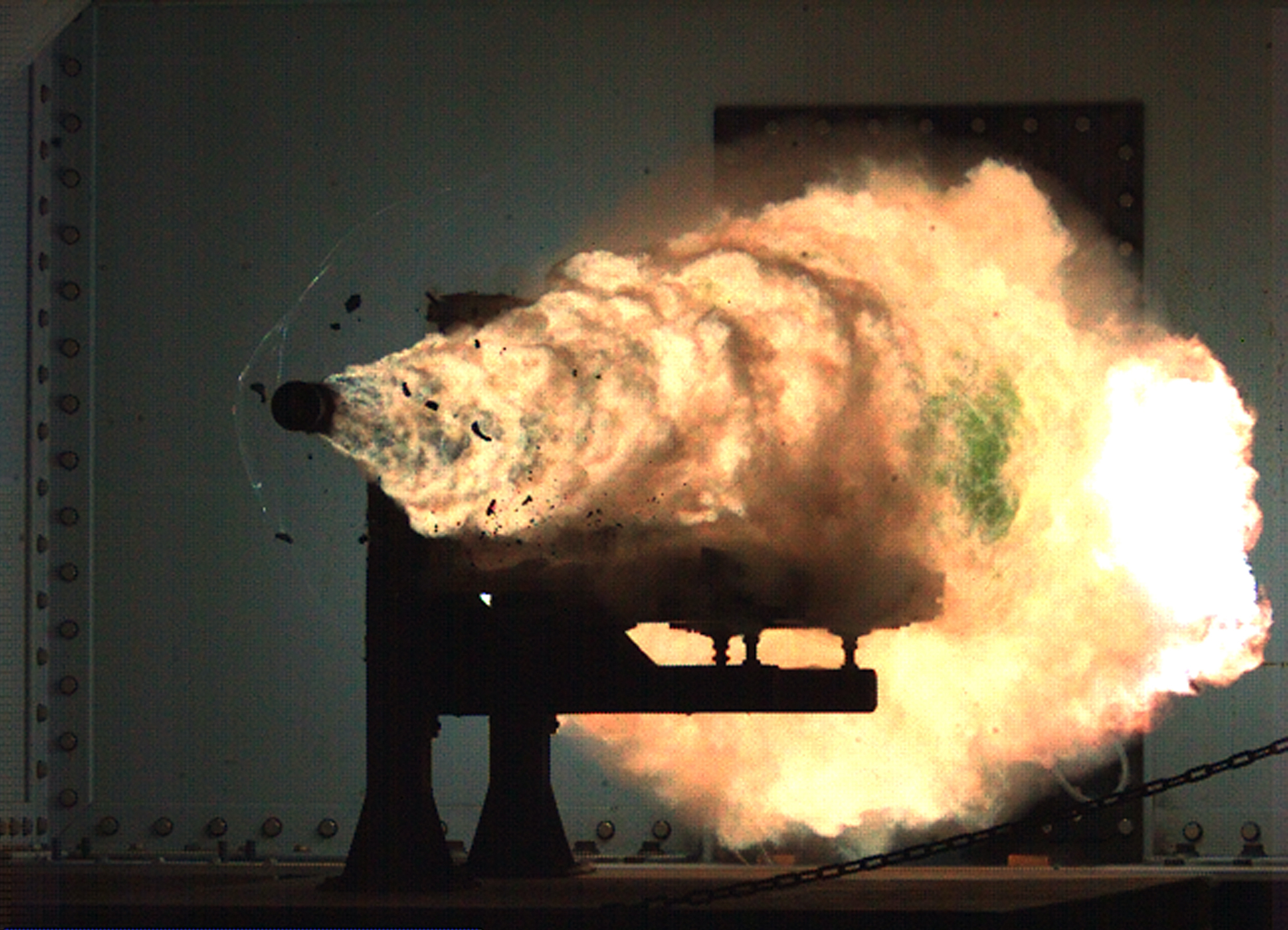
Testschuss einer Railgun im US-Naval Surface Warfare Center, Januar 2008. Die Mündungsgeschwindigkeit des Projektils betrug 2520 m/s (9072 km/h).

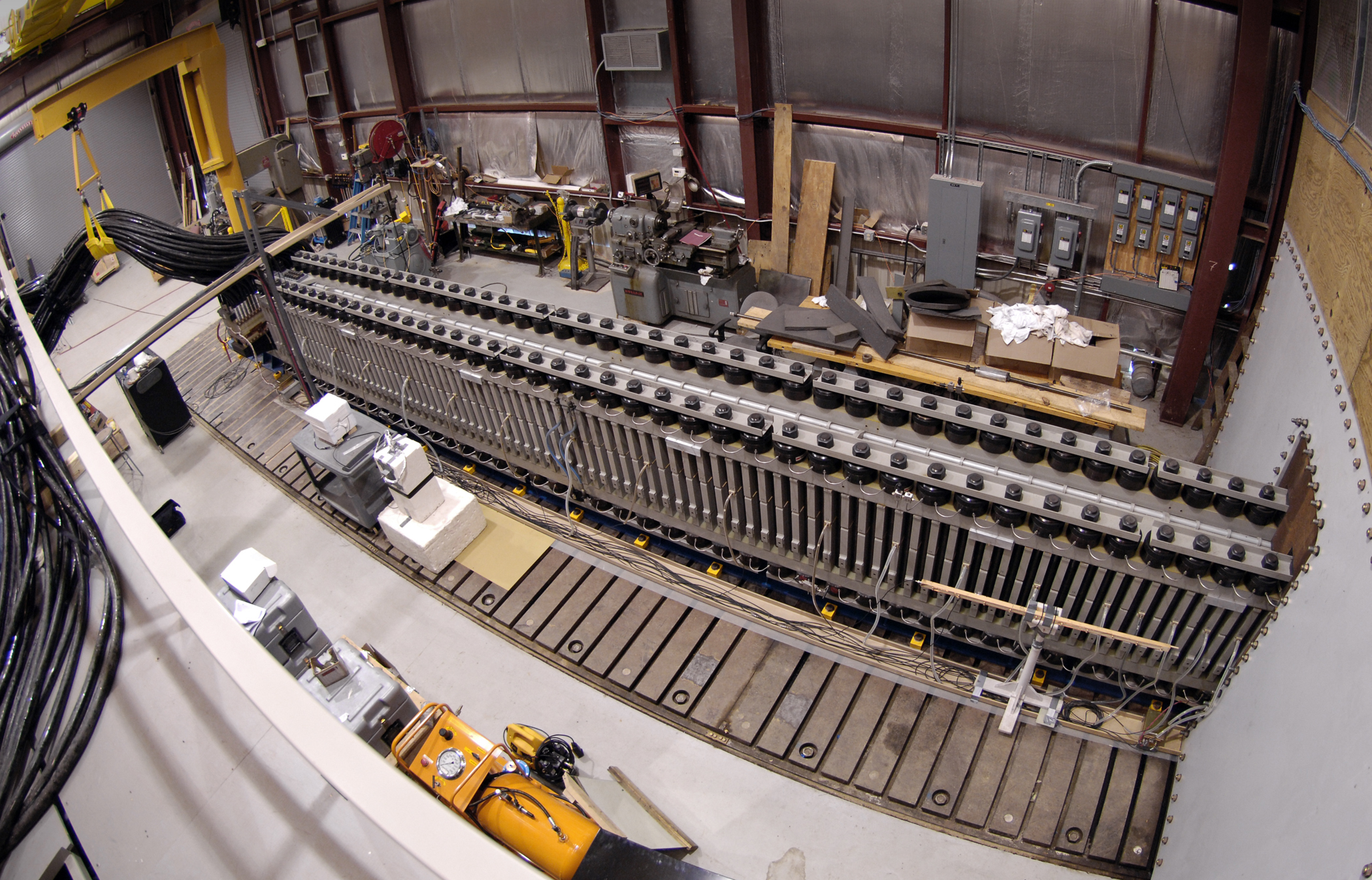
Railgun-Testanlage des US-Naval Surface Warfare Center

Am TARDEC, einem in Detroit angesiedelten Forschungsinstitut der US Army für gepanzerte Fahrzeuge, lief bis 2015 ein Railgun-Forschungsprojekt mit dem Ziel der Entwicklung eines Prototyps einer funktionierenden Panzerkanone mit einem Kaliber von 60 Millimetern. Neben der Stromversorgung war vor allem der Verschleiß ein noch ungelöstes Problem. Die Schienen leiden massiv unter der großen Erhitzung durch den Stromfluss. Bis 2006 waren mit allen Versuchsaufbauten nur wenige Schüsse möglich, bevor die Anlagen ausfielen. Über den aktuellen Stand der Technologie diskutierten damals (2006) 200 Fachleute bei einem Symposium in Potsdam. 2016 testete General Atomics eine erstmals auf einem LKW montierte Railgun mit einer Projektilgeschwindigkeit von 9.600 km/h (= 2667 m/s). Der Prototyp ist vollständig transportabel.
Die US Navy forscht in Washington an Railgun-Schiffsgeschützen, deren Geschosse auf bis zu Mach 7 beschleunigt werden, mit Mach 5 wieder in die Erdatmosphäre eintreten und eine Reichweite von mindestens 200 nautischen Meilen (ca. 370 km) erreichen sollen. Wichtigster Firmenpartner ist BAE Systems. BAE setzte als Ziel, bis 2011 einen ersten Prototyp mit einer Energie von 32 Megajoule bei einer Reichweite von 100 nautischen Meilen (ca. 185 km) und bis 2016 zur Erreichung der 200 Meilen einen mit 64 Megajoule fertigzustellen, während die Navy davon ausgeht, 2016 bis 2018 einen ersten einsatzfähigen Prototyp mit zugehörigen Unterstützungssystemen testen zu können. 2020 bis 2024 sollte die erste Railgun auf einem Schiff installiert werden. Es soll auch eine Variante zur Abwehr von Interkontinentalraketen geben. Bis 2009 wurden rund 36 Millionen US-Dollar in das Projekt investiert, bis 2011 waren weitere 240 Millionen eingeplant. Ein Anfang 2009 unterzeichneter 21-Millionen-Dollar-Vertrag von BAE mit dem Office of Naval Research (ONR) begann die Entwicklung eines 2011 einsatzbereiten Prototyps, der endgültig (in der 64-Megajoule-Version) 200 nautische Meilen (370 Kilometer) weit schießen können soll. In Phase II, die 2012 begann, soll die Technologie für den Übergang zu einem Akquisitionsprogramm vorangebracht werden. Ziel der Phase-II-Technologie sei dabei eine Feuerrate von 10 Schuss pro Minute und die Entwicklung von Thermomanagementtechniken, die für anhaltende Feuerraten erforderlich sind, sowohl für das Trägersystem als auch für das gepulste Energiesystem zu erreichen.
Ende Januar 2008 berichtete die Navy von einem Versuchsaufbau, der die bis dahin besten Leistungsergebnisse erbracht haben soll. Im Naval Surface Warfare Center in Dahlgren im US-Bundesstaat Virginia soll dabei eine 32-Megajoule-Anlage ein Geschoss auf 2520 Meter pro Sekunde beschleunigt haben. Das Aluminium-Geschoss erreichte dabei eine Energie von 10,68 Megajoule. Die Geschossmasse betrug dabei etwas mehr als 3 kg. Vergleichbar ist diese kinetische Energie mit der eines Wuchtgeschosses, wie es vom Kampfpanzer Leopard 2 verschossen wird (m ≈ 8 kg, v ≈ 1700 m/s). Am 10. Dezember 2010 beschleunigte eine verbesserte Version der Anlage in Virginia ein Geschoss auf 2163 m/s (7786 km/h) bei einer Geschossenergie von 33 Megajoule, womit der erste gesetzte Meilenstein (32-MJ-Geschoss bis 2011) erreicht wurde. Im Sommer 2010 wurde erstmals ein Sabot-Geschoss im Railgun-Projekt von General Atomics und Boeing verwendet, um Daten unter einsatzähnlichen Bedingungen zu sammeln. Das Projektil durchschlug nach sieben Kilometern Flug eine 30 Zentimeter dicke Stahlplatte. Anfang der 2010er Jahre plante General Atomics, dass die Waffe bis spätestens 2020 regulär auf Zerstörern der Arleigh-Burke-Klasse verwendet werden kann.
Im April 2014 erklärte Rear Admiral Matt Klunder, dass eines der vorgesehenen 18-Zoll-Projektile ca. 25.000 US-Dollar kosten wird, eine erhebliche Ersparnis im Vergleich zu bisher verwendeten Marschflugkörpern. So kostet bereits eine einzelne Tomahawk 650.000 Dollar. Im Juli 2014 sollte ein Prototyp in der Naval Base San Diego öffentlich vorgeführt werden.
Im Februar 2015 wurde auf der „Naval Future Force: Science & Technology Expo“ ein für den Schiffseinsatz bereiter Prototyp präsentiert. Die Waffe beschleunigt ein 5-Zoll-Projektil (12,7 cm) auf Mach 7 (ca. 2382 m/s) und kann Ziele bis auf 110 Meilen (177 km) bekämpfen. 2016 sollte der Prototyp auf einem Schiff der Spearhead-Klasse, der USNS Millinocket, erprobt werden, der erste serienmäßige Einsatz ist auf Schiffen der Zumwalt-Klasse geplant, da diese aktuell mehr Strom als die Arleigh-Burke-Klasse zur Verfügung stellen können.
2024 haben Deutschland, Frankreich und Japan die Entwicklung dieser Waffe beschlossen. Auf europäischer Seite wird dabei auf die multinationalen Forschungsprojekte PILUM und THEMA aufgebaut.

## Geschichtliches

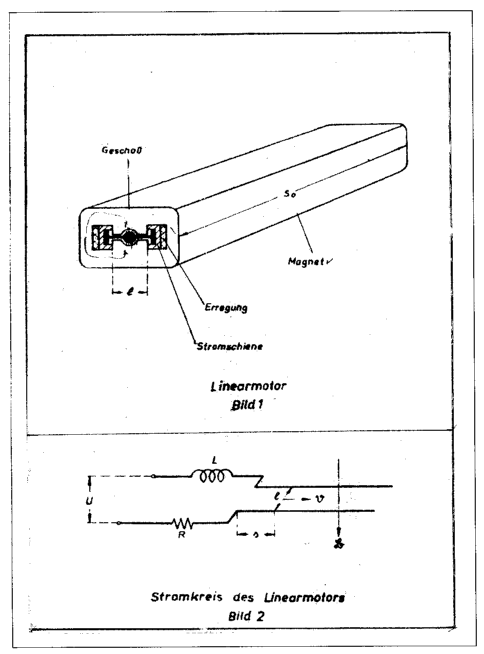
Railgun-Designdiagramm (Deutschland, 1945)

Die erste Patentanmeldung erfolgte 1918 durch den Franzosen Louis Octave Fauchon-Villeplee. Im Zweiten Weltkrieg gab es Versuche durch deutsche und japanische Wissenschaftler, diese waren allerdings weitgehend erfolglos und wurden nach Kriegsende von den Alliierten übernommen. Obwohl schon zu Beginn des 20. Jahrhunderts Versuche unternommen worden waren, leistungsfähige Railguns zu entwerfen, befinden sich diese noch immer in einer Entwicklungsphase.
In den USA wurde im Rahmen der seit dem Kalten Krieg (seit 1983 offiziell) bestehenden Strategic Defense Initiative (SDI) an der Entwicklung einer weltraumgestützten elektromagnetischen Kanone, der Space-Based Hypervelocity Railgun (SBHRG), gearbeitet. Sie sollte der Raketenabwehr und als Antisatellitenwaffe dienen. Als Energiequelle waren damals Kernreaktoren vorgesehen.
In Deutschland wird seit den 1990er Jahren im Erprobungszentrum Unterlüß (EZU) von Rheinmetall an Railguns geforscht. Dort wurde 1994 eine 30-MJ-Anlage installiert.
Railguns waren auch als Antriebsmethode für die Raumfahrt im Gespräch.
Neben den Militärs gibt es private Hobby-Gemeinden, die sich mit der Konstruktion von Railguns befassen. Diese Projekte arbeiten meist mit Graphit-Projektilen, um die Gleiteigenschaften bei den auftretenden hohen Temperaturen an den Berührungspunkten zu den Schienen zu erhalten. Die erreichten Parameter haben jedoch eher den Charakter von Demonstratoren.

## Gründe für die Entwicklung
Vom Office of Naval Research wird die Railgun als „Game-Changer“ bezeichnet. Die Motivation für die Entwicklung elektromagnetischer Waffen liegt in den Vorteilen, die prinzipiell gegenüber den konventionellen Feuerwaffen bestehen: die Austrittsgeschwindigkeit unterliegt nur aerodynamischen Grenzen, wohingegen konventionelle Munition nie schneller sein kann als das expandierende Treibladungsgas (im Allgemeinen ist dies die Schallgeschwindigkeit des jeweiligen Gases, am schnellsten bei Leichtgaskanonen). Mit der höheren Geschwindigkeit steigt der Impuls proportional an und erhöht die Zerstörungskraft. Die Geräuschentwicklung beschränkt sich auf den Überschallknall, was militärisch vorteilhaft ist. Zudem gibt es weniger bewegliche Teile, was den möglichen Verschleiß und Ausfall verringert und die Railgun im Vergleich zu konventionellen Waffen wartungsärmer macht.
Ein Einsatz von Railguns erscheint besonders dort interessant, wo eine hohe Feuerrate und Reichweite erwünscht ist, z. B. bei der Flugabwehr. Denn die Feuerrate wird nicht durch den Ersatz von Treibladungen begrenzt, die Geschossgeschwindigkeit bei entsprechend hohem Strom nur durch die Luftreibung vermindert.

## Probleme des Prinzips
Das größte Problem bei der Konstruktion liegt in dem erforderlichen Energiespeicher, welcher kurzzeitig eine Leistung von mehreren Megawatt bis ca. 1 Gigawatt liefern muss. Verwendet werden hierfür unter anderem starke Kondensatoren. Dies macht die Waffe sehr schwer. Zurzeit sind elektromagnetische Waffen noch mindestens genauso schwer wie konventionelle mit gleicher Feuerkraft.
Ein weiteres Problem ist der Verschleiß der Stromschienen, die den Strom zum Geschoss leiten und dieses kontaktieren müssen. Die Schienen werden mechanisch äußerst stark belastet, zum anderen verursachen die hohen Ströme – diese liegen im Bereich von Megaampere – einen großen Verschleiß, so dass sie nur einmalig verwendet werden können. In den letzten Jahren konnten allerdings einige Fortschritte in diesen Punkten erzielt werden.
Innerhalb der Erdatmosphäre kann das Geschoss aufgrund der Reibungshitze verglühen.

## Railguns in der Populärkultur
Railguns kommen in der Literatur, in Filmen und in Computerspielen vor. Der Spielfilm Eraser mit Arnold Schwarzenegger in der Hauptrolle dreht sich um fiktive Railguns als Infanteriewaffen. Im Tabletop-Spiel Warhammer 40.000 besitzt das außerirdische Volk der Tau solche Geschütze, die in der deutschen Übersetzung Massebeschleuniger genannt werden. In vielen Computerspielen kommen Railguns als Waffen vor. So zum Beispiel als Scharfschützengewehr in der Spieleserie Quake, den Ego-Shootern der Halo-Reihe, in Red Faction oder Call of Duty: Advanced Warfare. Im Computerspiel Metal Gear Solid hat die amerikanische Regierung im Geheimen den gewaltigen roboterartigen Kampfpanzer Metal Gear REX entwickeln lassen, der unter anderem eine Railgun trägt, die es ermöglicht, Atomsprengköpfe abzufeuern. Dieses Waffensystem soll dabei als atomare Erstschlagswaffe dienen, bei der das Abfeuern der Sprengköpfe im Gegensatz zu dem Abgasausstoß beim Start konventioneller Atomraketen nicht durch feindliche Überwachungssatelliten registriert werden kann. Railguns kommen ebenfalls in den Science-Fiction-Serien Stargate und The Expanse vor. Außerdem findet im Film Transformers – Die Rache eine Railgun als Schiffsgeschütz Verwendung. 

### Multimedia
- Video: Navy’s Mach 8 Railgun Obliterates Record. Wired.com, 10. Dezember 2010 – Bericht über einen neuen Geschwindigkeitsrekord durch ein Railgun-Geschoss: US-Marine erreicht achtfache Schallgeschwindigkeit bei der elektromagnetischen Beschleunigung von Projektilen; dort auch weitere Videos zum Stand der Waffenentwicklung
- U.S. Navy Readies a Full-Scale Railgun for Sea Trials: The Navy’s Giant New Electric Railgun (Video über die Verkleinerung der Railgun) auf YouTube – IEEE Spectrum, 13. März 2015 (englisch)